# 미노시로토리역
미노시로토리역(일본어: 美濃白鳥駅)은 일본 기후현 구조시에 위치한 나가라가와 철도 에쓰미난 선의 철도역이다. 상대식 승강장 2면 2선의 구조를 갖춘 지상역이다.

## 타는 곳
| 1 · 2 | ■ 에쓰미난 선 | 상 · 하행 | 호쿠노 · 구조하치만 · 미노시 · 미노오타 방면 |

## 이용 현황
| 승차 인원 추이 | 승차 인원 추이     |
| 연도           | 1일 평균 승차 인원 |
| -------------- | ------------------ |
| 2011           | 135                |
| 2012           | 122                |
| 2013           | 104                |
| 2014           | 101                |
| 2015           | 84                 |

## 역 주변
- 기후 현도 317호 쓰루기오마미시로토리 선
- 구조 시청 시로토리 청사
- 시로토리 문화홀
- 시로토리 체육관
- 구조 시 합병 기념공원

## 인접 역
| 나가라가와 철도 에쓰미난 선 | 나가라가와 철도 에쓰미난 선 | 나가라가와 철도 에쓰미난 선 |
| --------------------------- | --------------------------- | --------------------------- |
| 오시마 미노오타 방면        | ■ 에쓰미난 선               | 시로토리코겐 호쿠노 방면    |